# Смолёвка поникшая
Смолёвка пони́кшая, или Смолёвка поника́ющая (лат. Silēne nūtans) — вид растений рода Смолёвка (Silene) семейства Гвоздичные (Caryophyllaceae).

## Ботаническое описание

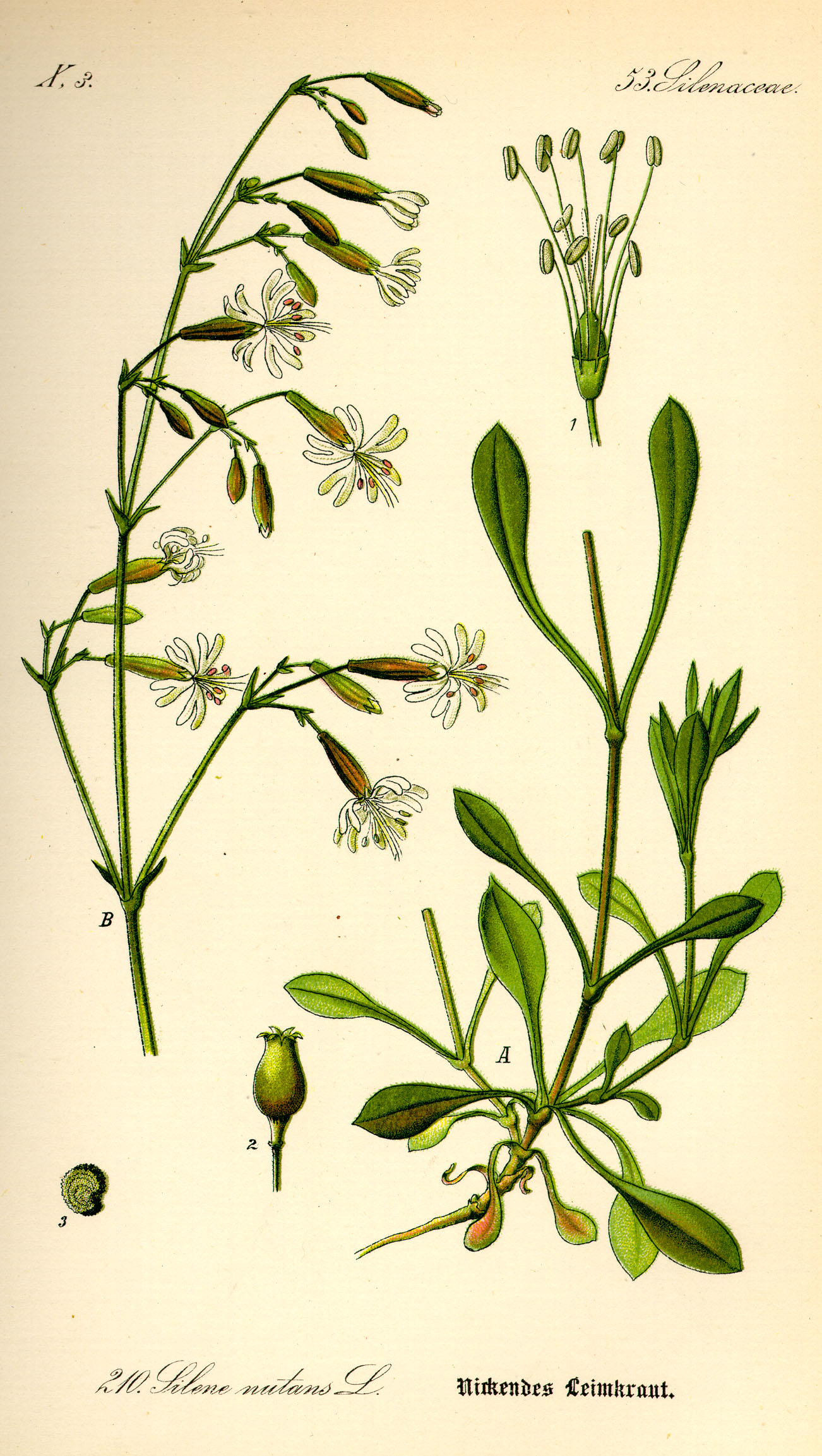

Многолетнее короткокорневищное растение высотой от 30 до 70 см.
Стебли прямые, одиночные или в числе нескольких, в узлах вздутые, опушённые простыми волосками, в верхней части с примесью железистых.
Листья стебля ланцетовидные, длиннозаострённые, коротко опушённые, сидячие. У основания генеративных побегов развиваются вегетативные побеги с ланцетовидными и лопатовидными короткозаострёнными листьями, постепенно суженными в черешок.
Соцветие — рыхлая однобокая метёлка с поникающими цветками и железисто-опушёнными ветвями. Чашечка трубчатая, при плодах вздутая, с ясными жилками, коротко опушённая или голая, с линейно-ланцетными зубцами. Лепестки белые или зеленовато-белые, в 1,5 раза длиннее чашечки. Отгиб лепестка с длинными, узколинейными придатками, глубоко рассечённый. Цветение в июле — августе.
Коробочка яйцевидно-коническая, длиной 8-11 мм.

## Распространение и экология
Бореальный евросибирский вид. Произрастает в Западной и Восточной Европе. В России отмечен в Европейской части, на Кавказе, в Западной и Восточной Сибири. Вид включен в ботанический атлас растений Ленинградской области.
Как правило растёт на лесных полянах в светлых лесах.

## Хозяйственное значение и применение
Используется в народной медицине.

## Охрана
Включена в Красные книги следующих субъектов Российской Федерации: Вологодская область, Калмыкия, Карелия, Республика Коми, Ставропольский край.

## Классификация

### Таксономия
Silene nutans L., 1753, Sp. Pl. : 417
Вид Смолёвка поникшая относится к роду Смолёвка (Silene) семейства Гвоздичные (Caryophyllaceae) порядка Гвоздичноцветные (Caryophyllales). Кладограмма в соответствии с Системой APG IV по состоянию на декабрь 2023 года:
|  |                                      |  |                                   |                                   |                      |  | ещё 40 семейств | ещё 40 семейств |                   |  |                         |  | еще 485 подтвержденных видов и 1 143 вида, ожидающих подтверждения | еще 485 подтвержденных видов и 1 143 вида, ожидающих подтверждения |  |
|  |                                      |  |                                   |                                   |                      |  | ещё 40 семейств | ещё 40 семейств |                   |  |                         |  | еще 485 подтвержденных видов и 1 143 вида, ожидающих подтверждения | еще 485 подтвержденных видов и 1 143 вида, ожидающих подтверждения |  |
|  |                                      |  |                                   | порядок Гвоздичноцветные          |                      |  |                 |                 | род Смолёвка      |  |                         |  |                                                                    |                                                                    |  |
|  |                                      |  |                                   | порядок Гвоздичноцветные          |                      |  |                 |                 | род Смолёвка      |  | 2 внутривидовых таксона |  |                                                                    |                                                                    |  |
|  | отдел Цветковые, или Покрытосеменные |  |                                   |                                   | семейство Гвоздичные |  |                 |                 | Смолёвка поникшая |  |                         |  |                                                                    |                                                                    |  |
|  | отдел Цветковые, или Покрытосеменные |  |                                   |                                   |                      |  |                 |                 |                   |  |                         |  |                                                                    |                                                                    |  |
|  |                                      |  | ещё 63 порядка цветковых растений | ещё 63 порядка цветковых растений |                      |  |                 | еще 97 родов    | еще 97 родов      |  |                         |  |                                                                    |                                                                    |  |
|  |                                      |  |                                   | ещё 63 порядка цветковых растений |                      |  |                 |                 | еще 97 родов      |  |                         |  |                                                                    |                                                                    |  |

### Синонимы
- Cucubalus nutans Lam.
- Cucubalus quadrifidus Pollini
- Cucubalus rubens Roth
- Silene brachypoda Rouy
- Silene nutans subsp. smithiana (Moss) Jeanm. & Bocquet
- Silene nutans var. brachypoda (Rouy) Molero
- Silene nutans var. smithiana Moss